# Johan Hinestroza
Johan Alberto Hinestroza Rentería (Apartadó, 14 de marzo de 2002) es un futbolista colombiano de posición centrocampista su equipo actual es el Atlético Nacional de la Categoría Primera A de Colombia.

## Clubes
| Club              | País           | Año             |
| ----------------- | -------------- | --------------- |
| Atlético Nacional | Colombia       | 2021            |
| Portland Timbers  | Estados Unidos | 2022            |
| Fortaleza         | Colombia       | 2023            |
| Atlético Nacional | Colombia       | 2024 - presente |

## Palmarés

### Títulos nacionales
| Título              | Club              | País     | Año  |
| ------------------- | ----------------- | -------- | ---- |
| Copa Colombia       | Atlético Nacional | Colombia | 2024 |
| Torneo Finalización | Atlético Nacional | Colombia | 2024 |